# لایکا ام۸
لایکا ام۸ (به انگلیسی: Leica M8) یک دوربین عکاسی ساخت شرکت لایکا است.